# Gmina Poraj
Die Gmina Poraj ist eine Landgemeinde im Powiat Myszkowski der Woiwodschaft Schlesien in Polen. Ihr Sitz ist das gleichnamige Dorf.

## Gliederung
Zur Landgemeinde Poraj gehören acht Ortschaften mit einem Schulzenamt:
Choroń
Dębowiec
Gęzyn
Jastrząb
Kuźnica Stara
Masłońskie
Poraj
Żarki-Letnisko
Weitere Ortschaften der Gemeinde sind:
Baranowizna
Rajczykowizna
Kuźnica-Folwark
Poraj (osada leśna)
Pustkowie Gęzyńskie

## Verkehr
Auf Gemeindegebiet bestehen der Bahnhof Poraj und die Haltepunkte Masłónskie Natalin und Żarki-Letnisko an der Bahnstrecke Warszawa–Katowice.